# Ahmed al-Senussi

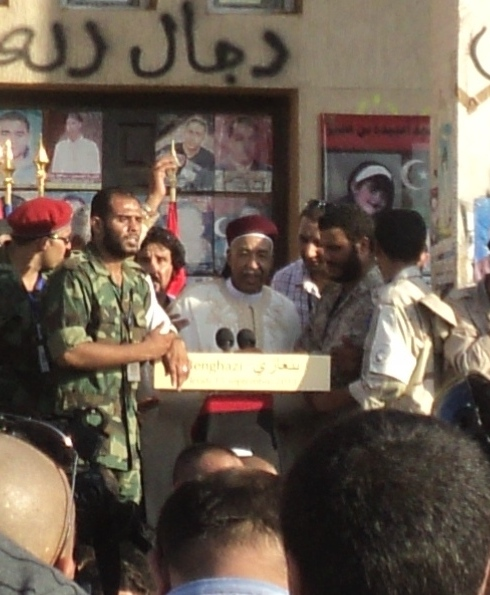
Ahmed Zubair es-Senussi (giữa) tiếp xúc với dân chúng ở Benghazi.

Ahmed Al-Zubair al-Senussi, cũng gọi là Zubeir Ahmed El-Sharif, (tiếng Ả Rập: أحمد الزبير الشريف) (sinh năm 1934) là người Libya thuộc giáo đoàn Senussi và là thành viên của Hội đồng Chuyển tiếp Quốc gia Libya đại diện cho các tù nhân chính trị.

## Cuộc đời
Ông là cháu họ của Idris của Libya, vị vua duy nhất của Libya, và được đặt theo tên người ông Ahmed Sharif as-Senussi.
Ahmed al-Senussi tốt nghiệp học viện quân sự tại Iraq năm 1953.
Năm 1970, ông bắt đầu lập kế hoạch lật đổ Muammar Gaddafi, một năm sau khi Gaddafi nắm quyền trong đảo chính quân sự. Cùng với người anh (em) và những người âm mưu khác, ông đã tìm cách thay chính phủ Gaddafi, cho nhân dân một cơ hội để chọn giữa chế độ quân chủ hoặc cộng hòa lập hiến.
Ông đã bị bắt và bị xử tử hình; tuy nhiên, năm 1988 án tử hình của ông đã được giảm thành án tù chung thân. Ông bị biệt giam trong 9 năm ở tù đầu tiên và thường xuyên bị tra tấn.. Ông cho biết việc tra tấn gồm sự đánh đập thường xuyên bằng gậy, bị trói chân và tay rồi treo lên, gần như bị chết đuối, và bàn chân của ông bị gãy. Sau khi khỏi bị biệt giam, ông ở chung xà lim với nhiều tù nhân khác, trong đó có Omar El-Hariri. Sau khi được chuyển đến nhà tù Abu Salim vào năm 1984, ông được biết rằng vợ ông đã chết trong khi ông bị giam cầm. Ông được ân xá trong dịp kỷ niệm 32 năm cầm quyền của Gaddafi. Ông đã ở tù 31 năm như một tù nhân chính trị cho đến khi ông được phóng thích vào năm 2001, khiến cho ông trở thành tù nhân bị giam giữ lâu nhất trong lịch sử Libya hiện đại.
Ông đã tham gia Hội đồng Chuyển tiếp Quốc gia Libya lãnh đạo cuộc Nội chiến Libya 2011 để lật đổ chính phủ của đại tá Muammar Gaddafi.

## Gia đình
Năm 1961 ông kết hôn với Fatilah, bà đã qua đời khi ông bị cầm tù.

## Giải thưởng
Ngày 27.10.2011, Nghị viện châu Âu đã trao cho ông Giải thưởng Sakharov năm 2011 (cùng với 4 người Ả Rập khác).